# Felix Busse
Felix Busse (* 30. April 1940 in Wernigerode) ist ein deutscher Rechtsanwalt. Er war von 1994 bis 1998 Präsident des Deutschen Anwaltvereins.

## Leben
Busse besuchte (in der DDR) die Gerhart-Hauptmann-Oberschule in Wernigerode. Nach dem Abitur floh er 1958 in die Bundesrepublik. Da das DDR-Abitur damals nicht anerkannt wurde, legte er 1959 in Holzminden erneut die Reifeprüfung ab. Anschließend studierte er von 1959 bis 1963 in Bonn, Kiel, Berlin und Bonn die Rechtswissenschaften. Während seines Studiums engagierte sich Busse in den Deutsch-Israelischen Studiengruppe und wurde 1961 zum Bundesvorsitzenden der Studiengruppen gewählt. Als Referendar arbeitete Busse nebenher mehrere Jahre in der Bonner Anwaltspraxis Dahs Redeker Schön, bevor er sich nach dem Zweiten Juristischen Staatsexamen im Februar 1967 in Bonn als Rechtsanwalt niederließ. 1975 gründete er die Bonner Rechtsanwaltssozietät Busse & Miessen, in der heute, seit Anfang der 1990er Jahre auch mit Büros in Berlin und Leipzig, 28 Partner zusammenarbeiten. Busse gehörte ihr bis 2005 an. Busse, Fachanwalt für Verwaltungsrecht, arbeitete zunächst vornehmlich auf dem Gebiet des öffentlichen Rechts. Er verlagerte später seinen Arbeitsschwerpunkt auf den gesamten Bereich des privaten und öffentlichen Bau-, Architekten- und Immobilienrechts und widmete sich insbesondere im Zusammenhang mit Großbauvorhaben der juristischen Projektentwicklung und Projektsteuerung. Ende 2019 ist Busse aus dem Beruf altersbedingt ausgeschieden.
Felix Busse ist seit dem Beginn seiner beruflichen Tätigkeit im Bereich der Rechts- und Berufspolitik aktiv gewesen. Von 1967 bis 1994 war er nebenberuflich Sekretär des Deutschen Juristentages, dessen Vorstand (Ständige Deputation) er von 2002 bis 2014 angehörte. 1981 wurde er in den Vorstand des Deutschen Anwaltvereins gewählt, dem er bis 1999, seit 1987 als Vizepräsident, angehörte und dem er von 1994 bis 1998 als Präsident vorstand. Busse war Vorsitzender des Beirats der Deutschen Anwalt- und Notarversicherung.
Busse ist Herausgeber der juristischen Schriftenreihe NJW-Praxis, in der über 90 Bände zu den verschiedensten Rechtsbereichen erschienen sind. Er war bis Ende 2011 Mitherausgeber des Anwaltsblatts. Mit seinem 2010 erschienenen Standardwerk Deutsche Anwälte ist er neben Adolf Weißler (1905) und Fritz Ostler (1971) einer der drei Geschichtsschreiber der deutschen Anwaltschaft.

## Werke
- Entschädigungsansprüche aus Enteignung und enteignungsgleichem Eingriff, Band 2 der NJW-Praxis, ISBN 978-3-406-41935-5 (3. Auflage 2010 neu bearbeitet von Fischer)
- Deutsche Anwälte, Geschichte der deutschen Anwaltschaft 1945 bis 2009, 1. Auflage München 2010 – ISBN 978-3-8240-0818-6
- Kommentator in Henssler-Prütting, Bundesrechtsanwaltsordnung, ab 4. Auflage 2014, ISBN 978-3-406-62779-8

## Auszeichnungen
- 1986 Großes Ehrenzeichen für Verdienste um die Republik Österreich[4]
- 1989 Verdienstkreuz am Bande des Verdienstordens der Bundesrepublik Deutschland
- 1992 Verdienstkreuz 1. Klasse des Verdienstordens der Bundesrepublik Deutschland
- 1998 Großes Silbernes Ehrenzeichen für Verdienste um die Republik Österreich[5]
- 2001 Großes Verdienstkreuz des Verdienstordens der Bundesrepublik Deutschland
- 2012 Hans-Dahs-Plakette, höchste Auszeichnung der deutschen Anwaltschaft[3]